# Přístavy v Česku
V tomto seznamu přístavů v Česku jsou uvedeny veřejné přístavy provozované na území České republiky. Seznam je rozdělen podle vodních toků a regionů.

## Pražské přístavy (na Vltavě a Berounce)
- Karlínský přístav (v provozu 1822–1926)
- Podolský přístav (v provozu od 1872)
- Holešovický přístav (v provozu od 1894)
- Libeňský přístav (v provozu od 1896)
- Smíchovský přístav (v provozu od 1903)
- Radotínský přístav (budován od 1983)

## Vltavské přístavy (mimo Prahu)
- překladiště Miřejovice (18,8 říční km)
- Ochranný přístav České Vrbné (v provozu od 2011)
- Sportovní přístav Hluboká nad Vltavou (v provozu od 2014)

## Labské přístavy
- Přístav Děčín-Loubí[1]
- Přístav Děčín-Rozbělesy[2]

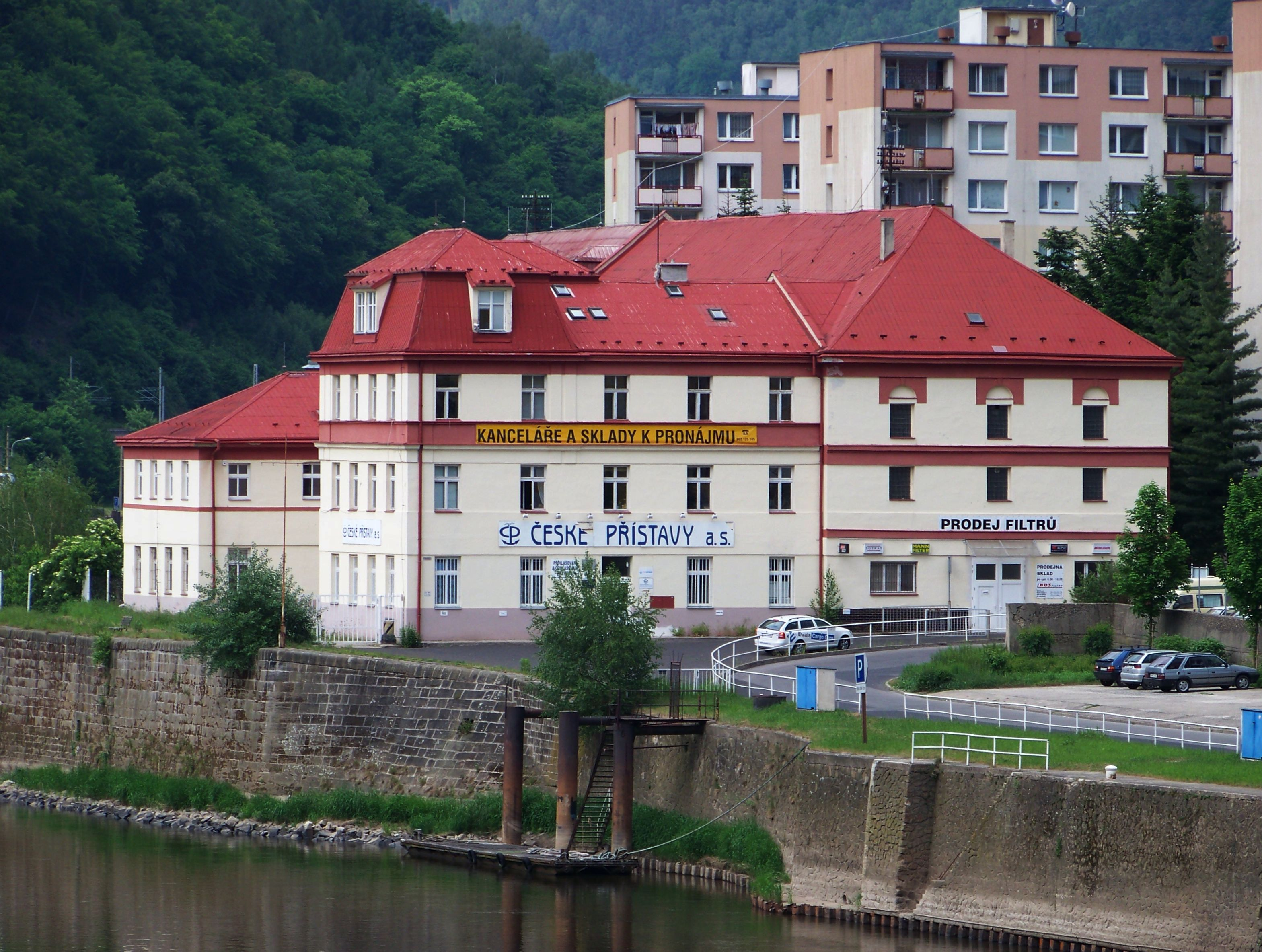
Budova společnosti České přístavy a. s. v Děčíně

- Vaňovský přístav v Ústí nad Labem (v provozu od 1977)
- Přístav Lovosice
- Přístav Mělník
- Přístav Kolín
- Překladiště Miřejovice
- Překladiště Týnec nad Labem
- Přístav Chvaletice
- Ochranný přístav Nymburk

## Přístavy na Baťově kanálu a řece Moravě
- Přístav Veselí nad Moravou (v provozu od 2000, v roce 2020 výrazně rozšířen)
- Přístav Petrov (v provozu od 2015)